# Mascle
|  | Per a altres significats, vegeu «Mascle (desambiguació)». |

El símbol del déu Mart (estilització de l'escut i l'espasa del déu de la guerra) s'utilitza sovint per representar el sexe masculí. També representa el planeta Mart i és el símbol alquímic del ferro.

Mascle (símbol: ♂) és el sexe d'un organisme que produeix el gàmet (cèl·lula sexual) conegut com a esperma, que es fusiona amb el gàmet femení més gran, o òvul, en el procés de fecundació. Un organisme masculí no pot reproduir-se sexualment sense accés a almenys un òvul d'una femella, però alguns organismes poden reproduir-se tan sexualment com asexualment. La majoria dels mamífers masculins, inclosos els humans masculins, tenen un cromosoma Y, que codifica la producció de quantitats més grans de testosterona per desenvolupar els òrgans reproductors masculins.
En humans, la paraula masculí també es pot utilitzar per referir-se al gènere, en el sentit social de rol de gènere o identitat de gènere. L'ús de "mascle" pel que fa al sexe i al gènere ha estat objecte de discussió.

## Visió general
L'existència de sexes separats ha evolucionat de manera independent en diferents moments i en diferents llinatges, un exemple d'evolució convergent. El patró repetit és la reproducció sexual en espècies isògames amb dos o més tipus d'aparellament amb gàmetes de forma i comportament idèntics (però diferents a nivell molecular) a espècies anisògames amb gàmetes de tipus mascle i femení a espècies oogàmiques en què el gàmet femení és molt molt més gran que el mascle i no té capacitat de moviment. És un bon argument afirmar que aquest patró va ser impulsat per les limitacions físiques dels mecanismes pels quals dos gàmetes s'ajunten com cal per a la reproducció sexual.
En conseqüència, el sexe es defineix entre les espècies pel tipus de gàmetes produïts (és a dir: espermatozoides vs. òvuls) i les diferències entre mascles i femelles d'un llinatge no sempre són predictives de diferències en un altre.
El dimorfisme mascle/femení entre organismes o òrgans reproductors de diferents sexes no es limita als animals; els gàmetes masculins són produïts per quitrides, diatomees i plantes terrestres, entre d'altres.

## Evolució
L'evolució de l'anisogàmia va permetre l'evolució de la funció masculina i femenina. Abans de l'evolució de l'anisogàmia, els tipus d'aparellament d'una espècie eren isògams: tenien la mateixa mida i tots dos es podien moure, catalogats només com a tipus "+" o "-". :216En anisogàmia, el tipus d'aparellament s'anomena gàmet. El gàmet masculí és més petit que el gàmet femení, i normalment és mòbil. L’anisogàmia és encara poc coneguda, atès que no se’n conserva cap registre fòssil. Existeixen nombroses teories sobre per què va sorgir l'anisogàmia. Molts comparteixen un argument comú, en què els gàmetes femenins més grans tenen més probabilitats de sobreviure i els gàmetes masculins més petits tenen més probabilitats de trobar altres gàmetes perquè poden viatjar més ràpid. Els models actuals sovint no tenen en compte per què la isogàmia es manté en algunes espècies. L'anisogàmia sembla haver evolucionat diverses vegades a partir de la isogàmia; per exemple, les femelles d'un tipus d'algues verdes van evolucionar a partir de més d'un tipus d'aparellament. :222Tot i que l'evolució sexual va sorgir fa almenys 1.200 milions d'anys, la manca de registres fòssils anisògams fa que sigui difícil determinar quan van evolucionar els mascles. Una teoria suggereix que el mascle va evolucionar a partir del tipus d'aparellament dominant.

## Símbol, etimologia i ús

### Símbol
Un símbol comú utilitzat per representar el sexe masculí és el símbol de Mart ♂, un cercle amb una fletxa que apunta al nord-est. El punt de codi Unicode és: U+2642 ♂ male sign
El símbol és idèntic al símbol planetari de Mart. Va ser utilitzat per primera vegada per denotar sexe per Carl Linnaeus el 1751. El símbol es veu de vegades com una representació estilitzada de l'escut i la llança del déu romà Mart. Segons William T. Stearn, però, aquesta derivació és "fantasiosa" i tota l'evidència històrica afavoreix "la conclusió de l'erudit clàssic francès Claude de Saumaise (Salmasius, 1588  –  1683)" que deriva de θρ, la contracció de un nom grec per al planeta Mart, que és Thuros.

### Etimologia
El terme és manllevat del llatí masculus ("masculí, masculí, digne d'un home"), diminutiu de mās ("home o animal, mascle").

### Ús
En humans, la paraula masculí es pot utilitzar en el context del gènere, com ara el rol de gènere o la identitat de gènere d'un home o d'un nen. Per exemple, segons Merriam-Webster, "mascle" pot referir-se a "tenir una identitat de gènere que és el contrari de la dona". Segons el Cambridge Dictionary, "home" pot significar que "pertany o està relacionat amb homes".
El mascle també pot referir-se a una forma de connectors en què per exemple l'endoll de la paret és la femella de l'endoll del cable que és el mascle.

## Mascles en les espècies
Les espècies que es divideixen en femelles i mascles es classifiquen com a gonocòriques en els animals, com a dioiques en les plantes amb llavors i com a dioiques en les criptògames. :82
Els mascles poden coexistir amb els hermafrodites, un sistema sexual anomenat androdioècia. També poden conviure amb femelles i hermafrodites, en un sistema sexual anomenat trioècia.

## Determinació del sexe

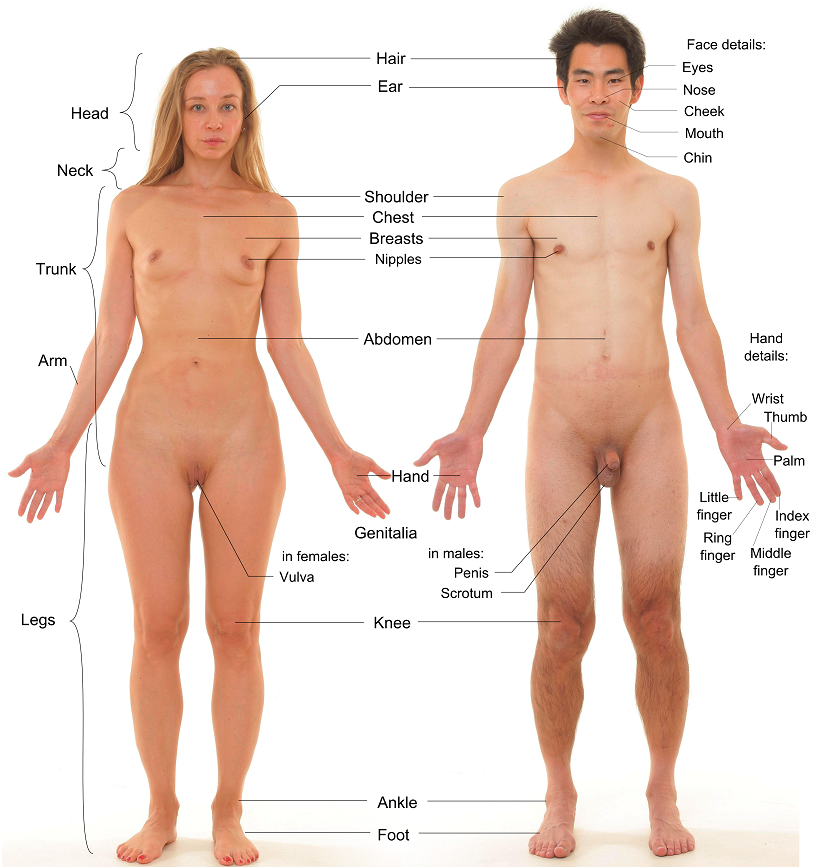
Fotografia d'un home adult humà, amb una femella adulta per comparar-los. Tots dos models tenen el pèl corporal parcialment rapat; per exemple, regions púbiques afaitades.

El sexe d'un organisme en particular pot estar determinat per una sèrie de factors. Aquests poden ser genètics o ambientals, o poden canviar naturalment al llarg de la vida d'un organisme. Encara que la majoria de les espècies només tenen dos sexes (mascle o femella), els animals hermafrodites, com els cucs, tenen òrgans reproductors tant masculins com femenins.
No totes les espècies comparteixen un sistema comú de determinació del sexe. En la majoria dels animals, inclosos els humans, el sexe es determina genèticament; tanmateix, espècies com Cymothoa exigua canvien de sexe en funció del nombre de femelles presents als voltants.

### Determinació genètica
La majoria de mamífers, inclosos els humans, estan determinats genèticament com a tals pel sistema de determinació del sexe XY, on els mascles tenen un cromosoma sexual XY (a diferència del XX). També és possible en una varietat d'espècies, inclosos els humans, ser XX masculí o tenir altres cariotips. Durant la reproducció, un mascle pot donar un espermatozoide X o un espermatozoide Y, mentre que una femella només pot donar un òvul X. L'esperma AY i un òvul X produeixen un mascle, mentre que un espermatozoide X i un òvul X produeixen una femella.
La part del cromosoma Y que és responsable de la masculinitat és la regió que determina el sexe del cromosoma Y, el SRY. El SRY activa Sox9, que forma bucles d'alimentació amb FGF9 i PGD ₂ a les gònades, permetent que els nivells d'aquests gens es mantinguin prou alts per provocar el desenvolupament masculí; per exemple, Fgf9 és responsable del desenvolupament dels cordons espermàtics i de la multiplicació de les cèl·lules de Sertoli, ambdues crucials per al desenvolupament sexual masculí.
El sistema de determinació del sexe ZW, on els mascles tenen un cromosoma sexual ZZ (a diferència del ZW), es pot trobar en ocells i alguns insectes (majoritàriament papallones i arnes) i altres organismes. Els membres de l'ordre d'insectes himenòpters, com les formigues i les abelles, sovint estan determinats per l'haplodiploïdia, on la majoria dels mascles són haploides i les femelles i alguns mascles estèrils són diploides. Tanmateix, poden aparèixer mascles diploides fèrtils en algunes espècies, com Cataglyphis cursor.

### Determinació ambiental
En algunes espècies de rèptils, com els caimans, el sexe està determinat per la temperatura a la qual s'incuba l'ou. Altres espècies, com alguns cargols, practiquen el canvi de sexe: els adults comencen mascles i després es converteixen en femelles. En els peixos pallasso tropicals, l'individu dominant d'un grup es converteix en femella mentre que els altres són mascles.
En molts artròpodes, el sexe està determinat per la infecció amb bacteris endosimbiòtics paràsits del gènere Wolbachia. El bacteri només es pot transmetre a través d'òvuls infectats, i la presència de l'endoparàsit obligat pot ser necessària per a la viabilitat sexual femenina.

## Característiques sexuals secundàries
Els animals mascles han evolucionat per utilitzar les característiques sexuals secundàries com a forma de mostrar trets que signifiquen la seva forma física. Es creu que la selecció sexual és la força impulsora del desenvolupament d'aquestes característiques. Les diferències en la mida física i la capacitat de complir els requisits de la selecció sexual han contribuït significativament al resultat de les característiques sexuals secundàries en cada espècie.
En moltes espècies, els mascles es diferencien de les femelles en més aspectes que només en la producció d'esperma. Per exemple, en alguns insectes i peixos, el mascle és més petit que la femella. En les plantes amb llavors, l'òrgan sexual esporòfit d'un sol organisme inclou tant les parts masculines com les femenines.
En els mamífers, inclosos els humans, els mascles solen ser més grans que les femelles. Això sovint s'atribueix a la necessitat que els mamífers mascles siguin físicament més forts i competitius per guanyar oportunitats d'aparellament. En els humans específicament, els mascles tenen més pèl corporal i massa muscular que les dones.
Els ocells sovint presenten un plomatge de colors que atrau les femelles. Això és cert per a moltes espècies d'ocells on el mascle mostra colors més vibrants que la femella, cosa que els fa més visibles per als possibles companys. Aquestes característiques han evolucionat amb el temps com a resultat de la selecció sexual, ja que els mascles que presentaven aquests trets tenien més èxit a l'hora d'atreure parella i transmetre els seus gens.